# Frieda Dalen
Frieda Dalen (Akershus, 13 de diciembre de 1895 - 15 de febrero de 1995) fue una profesora y líder organizativa noruega. En 1946, fue delegada a la primera Asamblea General de las Naciones Unidas en Londres y se convirtió en la primera mujer en dirigirse a la Asamblea General.

## Biografía
Alfrieda Kristine Jensen nació en Skedsmo, Akershus (Noruega). Era hija de Carl Jensen (1869-1954) y Ada Emilie Andersson (1872-1957). Fue a la escuela en Kristiania (actual Oslo). En 1916 se licenció en Magisterio (Oslo lærerskole). En 1936 cursó estudios en la Universidad de Viena. Más tarde fue ayudante de la profesora de psicología Charlotte Bühler, que ocupó una cátedra en la Universidad de Oslo (1938-40).
Estuvo asociada a la Escuela Sagene (1936-46). Durante la ocupación de Noruega por la Alemania nazi, desempeñó un papel destacado en la resistencia civil de los profesores, representándolos en el Comité de Coordinación del movimiento de resistencia noruego. Por sus actividades de resistencia, fue detenida con una breve estancia en la prisión de Oslo.
De 1946 a 1965 trabajó en la escuela Rosenhof bajo la dirección de Anna Sethne, cofundadora de la Asociación Noruega de Profesores (Norges Lærerinneforbund). Dalen presidió la Asociación Noruega de Profesores entre 1946 y 1955. También fue delegada en la primera Asamblea General de las Naciones Unidas, celebrada en Londres en 1946, y miembro de los comités de la UNESCO de 1946 a 1958.

## Vida personal
En 1939 se casó con Olaf Dalen (1896-1965), hijo de Hans Olsen Dalen (1860-1936) y Mari Johannesdatter (1867-1944). En 1965, Frieda Dalen recibió la Medalla al Mérito del Rey (Kongens fortjenstmedalje) en oro. Falleció en 1995 y fue enterrada en Vår Frelsers gravlund, en Oslo.